# Sławomir Zawada
Sławomir Zawada (Więcbork, 18 de marzo de 1965) es un deportista polaco que compitió en halterofilia.
Participó en los Juegos Olímpicos de Seúl 1988, obteniendo una medalla de bronce en la categoría de 90 kg. Ganó una medalla de bronce en el Campeonato Mundial de Halterofilia de 1987 y cuatro medallas de plata en el Campeonato Europeo de Halterofilia entre los años 1990 y 1993.

## Palmarés internacional
| Juegos Olímpicos   | Juegos Olímpicos         | Juegos Olímpicos  | Juegos Olímpicos |
| Año                | Lugar                    | Medalla           | Categoría        |
| ------------------ | ------------------------ | ----------------- | ---------------- |
| 1988               | Seúl (Corea del Sur)     | Medalla de bronce | 90 kg            |
| Campeonato Mundial |                          |                   |                  |
| Año                | Lugar                    | Medalla           | Categoría        |
| 1987               | Ostrava (Checoslovaquia) | Medalla de bronce | 90 kg            |
| Campeonato Europeo |                          |                   |                  |
| Año                | Lugar                    | Medalla           | Categoría        |
| 1990               | Ålborg (Dinamarca)       | Medalla de plata  | 90 kg            |
| 1991               | Władysławowo (Polonia)   | Medalla de plata  | 90 kg            |
| 1992               | Szekszárd (Hungría)      | Medalla de plata  | 90 kg            |
| 1993               | Sofía (Bulgaria)         | Medalla de plata  | 99 kg            |